# Központi Gazdasági Körzet

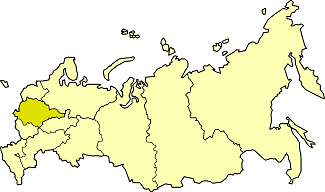
A Központi Gazdasági Körzet fekvése

A Központi Gazdasági Körzet (orosz nyelven: Центральный экономический район, Centralnij ekonomicseszkij rajon), Oroszország 11 gazdasági körzetének egyike.

## Részei, lakossága
Oroszország területének alig több mint 1%-ára terjed ki, de itt él az ország népességének ötöde. Ez az ország legsűrűbben lakott része.
Közel 250 városa van, a körzet városlakóinak több mint fele Moszkvában és agglomerációjában összpontosul. A fővároson kívül Jaroszlavl és Tula városok agglomerációja a legnagyobb. Az Oroszországi Föderáció alábbi szubjektumai alkotják:
1. Brjanszki terület
2. Ivanovói terület
3. Kalugai terület
4. Kosztromai terület
5. Moszkva
6. Moszkvai terület
7. Orjoli terület
8. Rjazanyi terület
9. Szmolenszki terület
10. Tulai terület
11. Tveri terület
12. Vlagyimiri terület
13. Jaroszlavli terület

## Földrajzi áttekintés
A Központi Gazdasági Körzet a tajga és az erdős sztyepp határán fekszik és az egykori moszkvai orosz állam területeit, ősi városait foglalja magában. Ukrajnával és Fehéroroszországgal határos, Oroszországban az Északi, az Északnyugati, a Volga–Vjatkai, a Volgamenti és a Központi Feketeföldi Gazdasági Körzettel érintkezik.
Alföldi jellegű felszínét északon a Valdaj-hátság, északnyugaton a Szmolenszk–Moszkvai-hátság dombjai teszik változatossá, délen a völgyekkel szabdalt Közép-orosz-hátság északi része nyúlik be területére. Keleti felén a Mescsera mocsaras, zömmel már lecsapolt és megművelt vidéke húzódik. A hátságok jelentős vízválasztók, itt erednek Kelet-Európa nagy folyói: a Volga és mellékfolyója, az Oka; a Dnyepr és mellékfolyója, a Gyeszna; a Don; az Északi-Dvina. A körzet határain belül azonban csak a Volga, a Moszkva-folyó és az Oka egy része hajózható. A hajózást és a vízellátást is segítik a Volgán kialakított nagy víztározók, illetve a Moszkva-csatorna.
Éghajlata mérsékelten kontinentális. A nyár mérsékelten meleg, az ősz csapadékos; a tél hosszú, de nem túlzottan hideg. Az uralkodó nyugati széljárást télen gyakran az északi hideg légtömegek betörése váltja fel.

## Gazdaság

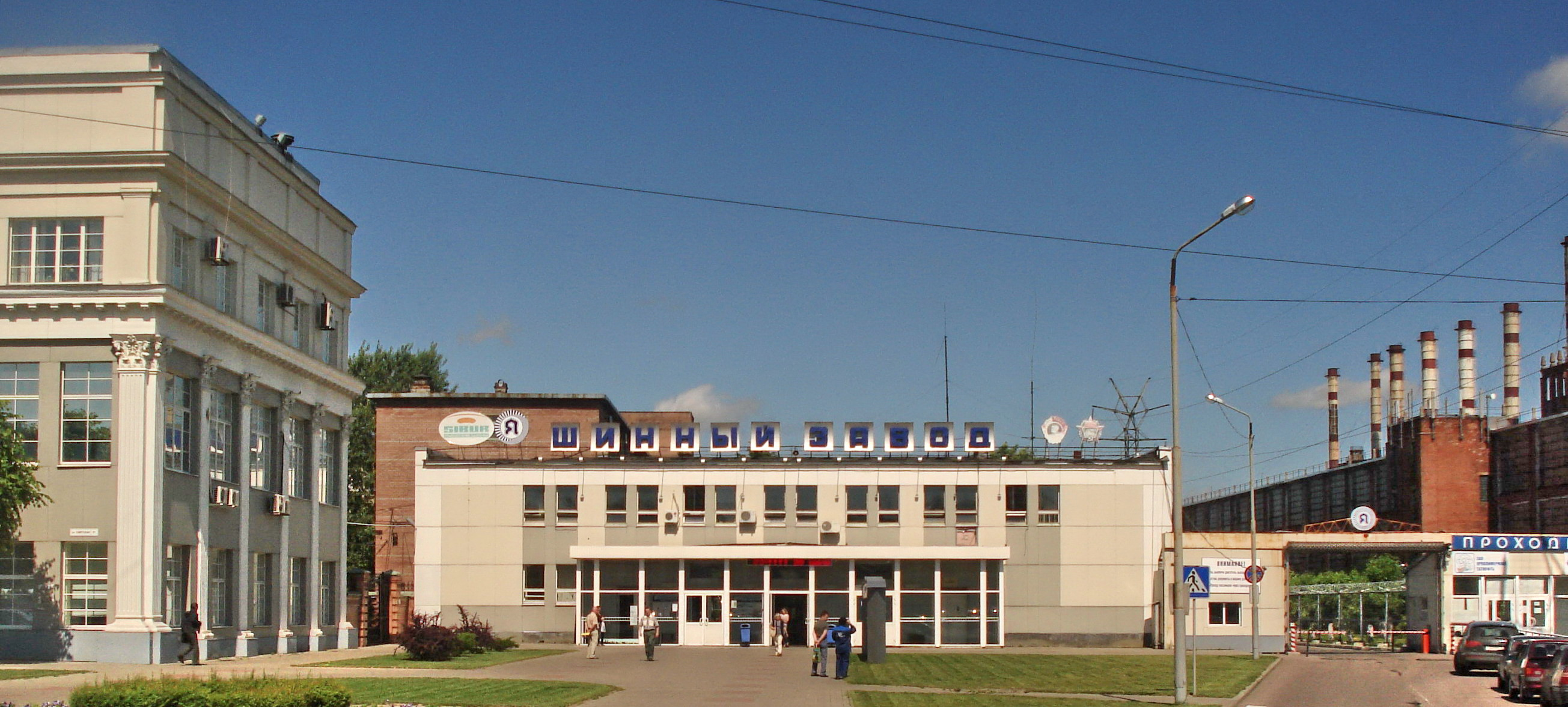
Jaroszlavl, a gumiabroncsgyár bejárata (2009)

Központi fekvése és történelmi okok miatt az ország legkorábban iparosodott és napjainkban is az egyik legfejlettebb iparral rendelkező körzete. Hagyományos iparágak voltak északon a textilipar, délen a Tula környéki vasércre települt vasipar. A 19. század közepén itt kezdődött a vasutak építése, ami tovább növelte a terület és Moszkva gazdasági szerepét.
A körzet nyersanyagokban szegény, természeti erőforrásai nem jelentősek. A Moszkvától délre húzódó barnaszén-medence készletei kimerülőben vannak, a kitermelt szenet inkább a vegyiparban hasznosítják. Az északon és keleten bőven előforduló tőzeg fűtőértéke csekély, hasznosítása helyi jelentőségű. A tulai vasérc tartalékai ma már jelentéktelenek. Számottevőek azonban a készletek foszforitból, amit helyben dolgoznak fel (Voszkreszenszk). A helyi építőanyag-ipar számára fontos a homok, az agyag és a nagy mennyiségben található gipsz kitermelése.
Bár helyben kevés az energia és a nyersanyag, a körzetben az iparnak szinte minden ága jelen van. A kőolaj és a földgáz vezetéken érkezik, a kőolajat Moszkvában, Rjazanyban, Jaroszlavlban dolgozzák fel. A villamosenergiát nagy vízerőművek (pl. Kosztroma) és jelentős részben atomerőművek állítják elő (Szmolenszk, Tver).
Az ipar szempontjából a körzetben nagyjából három terület különíthető el. 
- Északon az éghajlati tényezők és a talajok jellemzői miatt hagyományosan kialakult a lentermelés és az erre települt lenfeldolgozás. A textilipar legfontosabb központjai Ivanovóban, Kosztromában, Jaroszlavlban vannak. Jaroszlavlban fejlett a gépipar és a gumigyártás is. A lentermeléshez kapcsolódik a szarvasmarha tartás és a tejipar. A körzetben egyedül a Kosztromai területen jelentős az ipari méretű fakitermelés és -feldolgozás.
- Délen jelentősebb súlyú a nehézipar. A szénbányászat, az acélipar (Tula), a gépipar mellett egyre nagyobb a szerepe a vegyiparnak (Novomoszkovszk, Scsokino). A déli termékeny csernozjom talajokon hagyománya van a növény-, főleg a gabonatermesztésnek.
- A fővárosra és agglomerációjára is kiterjedő harmadik, központi területen az iparnak szinte minden ága jelen van. A gépipar vezető ágazat maradt, melyben nagy súllyal szerepel a közlekedési eszközök gyártása: dízelmozdonyok (Kolomna), vasúti kocsik (Brjanszk), metrókocsik (Mityiscsi), villanymozdonyok (Orehovo-Zujevo), gépkocsik gyártása (ZIL, Moszkvics). Vezető helyen állnak a szakképzett munkaerőt igénylő ágazatok: az űrkutatás és a hadiipar csúcstechnológiát képviselő vállalatai: űr- és rakétatechnika (Himki, Reutov, Koroljov), az atomerőművek berendezéseinek (Podolszk), elektrotechnika, műszeripar  (pl. radarrendszerek építése, Szerpuhov). Az elektrokohászat központja Elektrosztal (a várost a kombinátról nevezték el), ahol többek között különleges hőálló ötvözeteket készítenek a repülőgépipar és az űrhajózás számára. Jelentős szerszámgépgyártás folyik Moszkván kívül többek között Ivanovóban (textilipari gépek), Rjazanyban; mezőgazdasági gépek készülnek Rjazanyban, Vlagyimirban, Tulában.

A régió több városa kapta meg az ún. „tudomány-város” címet (pl. Dubna, Koroljov), ahol tudományos intézetek, kutató-fejlesztő központok sora működik. Koroljov városban kapott elhelyezést az űrrepülések irányítóközpontja is.
A körzet egyik jellemzője a sűrű vasúti és közúti közlekedési hálózat. A legfontosabb autópályák és villamosított vasúti fővonalak Moszkvában találkoznak. A főváros repülőterei nemcsak a külfölddel, hanem az ország távoli vidékeivel is közvetlen összeköttetést biztosítanak a körzet számára.

## Lásd még
- Oroszország közigazgatási beosztása